# Australian Open 2013
Die 101. Australian Open fanden vom 14. bis 27. Januar 2013 in Melbourne statt.
Titelverteidiger im Einzel waren Novak Đoković bei den Herren sowie Wiktoryja Asaranka bei den Damen, beide konnten ihren Titel verteidigen. Im Herrendoppel waren Leander Paes und Radek Štěpánek, im Damendoppel Swetlana Kusnezowa und Wera Swonarjowa die Titelverteidiger. In diesem Jahr siegten – wie auch im Einzel – jeweils die Weltranglistenersten; bei den Herren gewannen die Vorjahresfinalisten Bob und Mike Bryan, bei den Damen Sara Errani und Roberta Vinci. Bethanie Mattek-Sands und Horia Tecău waren die Titelverteidiger im Mixed; die diesjährige Konkurrenz gewannen Jarmila Gajdošová und Matthew Ebden, die mit einer Wildcard an den Start gegangen waren.

## Herreneinzel
Setzliste
| Nr. | Spieler               | Erreichte Runde |
| --- | --------------------- | --------------- |
| 01. | Novak Đoković         | Sieg            |
| 02. | Roger Federer         | Halbfinale      |
| 03. | Andy Murray           | Finale          |
| 04. | David Ferrer          | Halbfinale      |
| 05. | Tomáš Berdych         | Viertelfinale   |
| 06. | Juan Martin del Potro | 3. Runde        |
| 07. | Jo-Wilfried Tsonga    | Viertelfinale   |
| 08. | Janko Tipsarević      | Achtelfinale    |
| 09. | Richard Gasquet       | Achtelfinale    |
| 10. | Nicolás Almagro       | Viertelfinale   |
| 11. | Juan Mónaco           | 1. Runde        |
| 12. | Marin Čilić           | 3. Runde        |
| 13. | Milos Raonic          | Achtelfinale    |
| 14. | Gilles Simon          | Achtelfinale    |
| 15. | Stanislas Wawrinka    | Achtelfinale    |
| 16. | Kei Nishikori         | Achtelfinale    |

| Nr. | Spieler               | Erreichte Runde |
| --- | --------------------- | --------------- |
| 17. | Philipp Kohlschreiber | 3. Runde        |
| 18. | Oleksandr Dolhopolow  | 1. Runde        |
| 19. | Tommy Haas            | 1. Runde        |
| 20. | Sam Querrey           | 3. Runde        |
| 21. | Andreas Seppi         | Achtelfinale    |
| 22. | Fernando Verdasco     | 3. Runde        |
| 23. | Michail Juschny       | 2. Runde        |
| 24. | Jerzy Janowicz        | 3. Runde        |
| 25. | Florian Mayer         | 2. Runde        |
| 26. | Jürgen Melzer         | 3. Runde        |
| 27. | Martin Kližan         | 1. Runde        |
| 28. | Marcos Baghdatis      | 3. Runde        |
| 29. | Thomaz Bellucci       | 1. Runde        |
| 30. | Marcel Granollers     | 2. Runde        |
| 31. | Radek Štěpánek        | 3. Runde        |
| 32. | Julien Benneteau      | 3. Runde        |

## Dameneinzel
Setzliste
| Nr. | Spielerin           | Erreichte Runde |
| --- | ------------------- | --------------- |
| 01. | Wiktoryja Asaranka  | Sieg            |
| 02. | Marija Scharapowa   | Halbfinale      |
| 03. | Serena Williams     | Viertelfinale   |
| 04. | Agnieszka Radwańska | Viertelfinale   |
| 05. | Angelique Kerber    | Achtelfinale    |
| 06. | Li Na               | Finale          |
| 07. | Sara Errani         | 1. Runde        |
| 08. | Petra Kvitová       | 2. Runde        |
| 09. | Samantha Stosur     | 2. Runde        |
| 10. | Caroline Wozniacki  | Achtelfinale    |
| 11. | Marion Bartoli      | 3. Runde        |
| 12. | Nadja Petrowa       | 1. Runde        |
| 13. | Ana Ivanović        | Achtelfinale    |
| 14. | Marija Kirilenko    | Achtelfinale    |
| 15. | Dominika Cibulková  | 2. Runde        |
| 16. | Roberta Vinci       | 3. Runde        |

| Nr. | Spielerin                    | Erreichte Runde |
| --- | ---------------------------- | --------------- |
| 17. | Lucie Šafářová               | 2. Runde        |
| 18. | Julia Görges                 | Achtelfinale    |
| 19. | Jekaterina Makarowa          | Viertelfinale   |
| 20. | Yanina Wickmayer             | 3. Runde        |
| 21. | Varvara Lepchenko            | 2. Runde        |
| 22. | Jelena Janković              | 3. Runde        |
| 23. | Klára Zakopalová             | 2. Runde        |
| 24. | Anastassija Pawljutschenkowa | 1. Runde        |
| 25. | Venus Williams               | 3. Runde        |
| 26. | Hsieh Su-wei                 | 2. Runde        |
| 27. | Sorana Cîrstea               | 3. Runde        |
| 28. | Jaroslawa Schwedowa          | 1. Runde        |
| 29. | Sloane Stephens              | Halbfinale      |
| 30. | Tamira Paszek                | 2. Runde        |
| 31. | Urszula Radwańska            | 1. Runde        |
| 32. | Mona Barthel                 | 1. Runde        |

## Herrendoppel
Setzliste
| Nr. | Paarung                                | Erreichte Runde |
| --- | -------------------------------------- | --------------- |
| 01. | Bob Bryan Mike Bryan                   | Sieg            |
| 02. | Leander Paes Radek Štěpánek            | 1. Runde        |
| 03. | Marcel Granollers Marc López           | Halbfinale      |
| 04. | Maks Mirny Horia Tecău                 | 2. Runde        |
| 05. | Mahesh Bhupathi Daniel Nestor          | Achtelfinale    |
| 06. | Aisam-ul-Haq Qureshi Jean-Julien Rojer | Achtelfinale    |
| 07. | Robert Lindstedt Nenad Zimonjić        | 2. Runde        |
| 08. | Mariusz Fyrstenberg Marcin Matkowski   | 1. Runde        |

| Nr. | Paarung                          | Erreichte Runde |
| --- | -------------------------------- | --------------- |
| 09. | Alexander Peya Bruno Soares      | 2. Runde        |
| 10. | Ivan Dodig Marcelo Melo          | 1. Runde        |
| 11. | David Marrero Fernando Verdasco  | Viertelfinale   |
| 12. | Rohan Bopanna Rajeev Ram         | 2. Runde        |
| 13. | Santiago González Scott Lipsky   | 1. Runde        |
| 14. | Julian Knowle Filip Polášek      | 1. Runde        |
| 15. | František Čermák Michal Mertiňák | 1. Runde        |
| 16. | Jonathan Marray André Sá         | 2. Runde        |

## Damendoppel
Setzliste
| Nr. | Paarung                                  | Erreichte Runde |
| --- | ---------------------------------------- | --------------- |
| 01. | Sara Errani Roberta Vinci                | Sieg            |
| 02. | Andrea Hlaváčková Lucie Hradecká         | 2. Runde        |
| 03. | Marija Kirilenko Lisa Raymond            | 2. Runde        |
| 04. | Jekaterina Makarowa Jelena Wesnina       | Halbfinale      |
| 05. | Nadja Petrowa Katarina Srebotnik         | Achtelfinale    |
| 06. | Liezel Huber María José Martínez Sánchez | Achtelfinale    |
| 07. | Nuria Llagostera Vives Zheng Jie         | Viertelfinale   |
| 08. | Raquel Kops-Jones Abigail Spears         | 2. Runde        |

| Nr. | Paarung                                    | Erreichte Runde |
| --- | ------------------------------------------ | --------------- |
| 09. | Anna-Lena Grönefeld Květa Peschke          | 2. Runde        |
| 10. | Bethanie Mattek-Sands Sania Mirza          | 1. Runde        |
| 11. | Vania King Jaroslawa Schwedowa             | 1. Runde        |
| 12. | Serena Williams Venus Williams             | Viertelfinale   |
| 13. | Irina-Camelia Begu Monica Niculescu        | Achtelfinale    |
| 14. | Natalie Grandin Vladimíra Uhlířová         | Achtelfinale    |
| 15. | Peng Shuai Hsieh Su-wei                    | Achtelfinale    |
| 16. | Daniela Hantuchová Anabel Medina Garrigues | 1. Runde        |

## Mixed
Setzliste
| Nr. | Paarung                     | Erreichte Runde |
| --- | --------------------------- | --------------- |
| 01. | Lisa Raymond Mike Bryan     | Rückzug         |
| 02. | Jelena Wesnina Leander Paes | Achtelfinale    |
| 03. | Sania Mirza Bob Bryan       | Viertelfinale   |
| 04. | Liezel Huber Maks Mirny     | Achtelfinale    |

| Nr. | Paarung                              | Erreichte Runde |
| --- | ------------------------------------ | --------------- |
| 05. | Nadja Petrowa Mahesh Bhupathi        | Viertelfinale   |
| 06. | Anna-Lena Grönefeld Robert Lindstedt | Rückzug         |
| 07. | Andrea Hlaváčková Daniele Bracciali  | Achtelfinale    |
| 08. | Julia Görges Daniel Nestor           | Rückzug         |

## Junioreneinzel
Setzliste
| Nr. | Spieler          | Erreichte Runde |
| --- | ---------------- | --------------- |
| 01. | Nikola Milojević | Viertelfinale   |
| 02. | Gianluigi Quinzi | Viertelfinale   |
| 03. | Nick Kyrgios     | Sieg            |
| 04. | Laslo Đere       | 1. Runde        |
| 05. | Elias Ymer       | 1. Runde        |
| 06. | Chung Hyeon      | Achtelfinale    |
| 07. | Wayne Montgomery | Viertelfinale   |
| 08. | Filippo Baldi    | Halbfinale      |

| Nr. | Spieler              | Erreichte Runde |
| --- | -------------------- | --------------- |
| 09. | Cristian Garín       | Achtelfinale    |
| 10. | Maximilian Marterer  | 2. Runde        |
| 11. | Borna Ćorić          | Halbfinale      |
| 12. | Thai-Son Kwiatkowski | 1. Runde        |
| 13. | Mackenzie McDonald   | 2. Runde        |
| 14. | Yoshihito Nishioka   | Achtelfinale    |
| 15. | Hong Seong-chan      | 1. Runde        |
| 16. | Hugo Di Feo          | Achtelfinale    |

## Juniorinneneinzel
Setzliste
| Nr. | Spielerin          | Erreichte Runde |
| --- | ------------------ | --------------- |
| 01. | Julija Putinzewa   | Rückzug         |
| 02. | Kateřina Siniaková | Finale          |
| 03. | Ana Konjuh         | Sieg            |
| 04. | Antonia Lottner    | Viertelfinale   |
| 05. | Hsu Ching-wen      | Achtelfinale    |
| 06. | Carol Zhao         | 2. Runde        |
| 07. | Anna Danilina      | Achtelfinale    |
| 08. | Elise Mertens      | Viertelfinale   |
| 09. | Christina Makarova | 1. Runde        |

| Nr. | Spielerin             | Erreichte Runde |
| --- | --------------------- | --------------- |
| 10. | Anett Kontaveit       | Halbfinale      |
| 11. | Beatriz Haddad Maia   | 2. Runde        |
| 12. | Barbora Krejčíková    | Viertelfinale   |
| 13. | Katy Dunne            | Achtelfinale    |
| 14. | Erin Routliffe        | 1. Runde        |
| 15. | Allie Kiick           | Achtelfinale    |
| 16. | Olexandra Koraschwili | 2. Runde        |
| 17. | Ilka Csoregi          | 1. Runde        |

## Juniorendoppel
Setzliste
| Nr. | Paarung                         | Erreichte Runde |
| --- | ------------------------------- | --------------- |
| 01. | Borna Ćorić Laslo Đere          | Achtelfinale    |
| 02. | Thai-Son Kwiatkowski Elias Ymer | Achtelfinale    |
| 03. | Filippo Baldi Robin Staněk      | Achtelfinale    |
| 04. | Quentin Halys Nikola Milojević  | 1. Runde        |

| Nr. | Paarung                           | Erreichte Runde |
| --- | --------------------------------- | --------------- |
| 05. | Hugo Di Feo Brayden Schnur        | Achtelfinale    |
| 06. | Wayne Montgomery Martin Redlicki  | 1. Runde        |
| 07. | Mackenzie McDonald Mazen Osama    | Achtelfinale    |
| 08. | Naoki Nakagawa Yoshihito Nishioka | 1. Runde        |

## Juniorinnendoppel
Setzliste
| Nr. | Paarung                        | Erreichte Runde |
| --- | ------------------------------ | --------------- |
| 01. | Ana Konjuh Carol Zhao          | Sieg            |
| 02. | Antonia Lottner Erin Routliffe | Viertelfinale   |
| 03. | Allie Kiick Elise Mertens      | 1. Runde        |
| 04. | Katy Dunne Christina Makarova  | Achtelfinale    |

| Nr. | Paarung                                  | Erreichte Runde |
| --- | ---------------------------------------- | --------------- |
| 05. | Anna Danilina Jelisaweta Kulitschkowa    | Halbfinale      |
| 06. | Olexandra Koraschwili Barbora Krejčíková | Finale          |
| 07. | Fiona Ferro Kateřina Siniaková           | Achtelfinale    |
| 08. | Camilla Rosatello İpek Soylu             | Viertelfinale   |

## Herreneinzel-Rollstuhl
Setzliste
| Nr. | Spieler         | Erreichte Runde |
| --- | --------------- | --------------- |
| 01. | Stéphane Houdet | Finale          |
| 02. | Shingo Kunieda  | Sieg            |

## Dameneinzel-Rollstuhl
Setzliste
| Nr. | Spielerin         | Erreichte Runde |
| --- | ----------------- | --------------- |
| 01. | Aniek van Koot    | Sieg            |
| 02. | Sabine Ellerbrock | Finale          |

## Herrendoppel-Rollstuhl
Setzliste
| Nr. | Paarung                          | Erreichte Runde |
| --- | -------------------------------- | --------------- |
| 01. | Stéphane Houdet Ronald Vink      | Halbfinale      |
| 02. | Michaël Jeremiasz Shingo Kunieda | Sieg            |

## Damendoppel-Rollstuhl
Setzliste
| Nr. | Paarung                        | Erreichte Runde |
| --- | ------------------------------ | --------------- |
| 01. | Jiske Griffioen Aniek van Koot | Sieg            |
| 02. | Lucy Shuker Marjolein Buis     | Finale          |